# Paul Römer (produttore televisivo)
Paul Römer (Amsterdam, 13 dicembre 1962) è un produttore televisivo olandese.
È stato anche membro del consiglio di sorveglianza della squadra di calcio di Amsterdam, l'AFC Ajax.

## Formazione
Römer si è formato come fisioterapista e ha poi iniziato la sua carriera televisiva presso TROS.

## Carriera
Tra il 1988 e il 1996, ha lavorato per l'azienda TROS, dove è stato, tra le altre cose, sviluppatore e produttore del programma Jongbloed en Joosten. Nel 1993 è stato nominato responsabile dell'intrattenimento presso questa emittente.
Nel 1996 è entrato a far parte della John de Mol Productions. Ha prodotto numerosi programmi di intrattenimento, come De Staatsloterijshow (Lo spettacolo della lotteria di Stato), Domino D-Day e altri programmi televisivi con Linda de Mol. Römer è co-creatore e produttore principale delle versioni nazionale e internazionale di Big Brother e De Grote Donor Show (Lo spettacolo dei grandi donatori). Per questi ultimi due programmi, è anche produttore delle versioni olandesi. Per la versione internazionale di Big Brother, è stato il produttore principale della versione americana, con sede a Los Angeles.
Fin dalla fondazione di Endemol Nederland, Römer ha lavorato ad Aalsmeer come produttore di intrattenimento. Nel 2002 è stato nominato direttore generale di Endemol Nederland, responsabile per la creazione/sviluppo, le vendite e la produzione. Ha ricoperto questo incarico fino al 2009, quando è entrato a far parte del consiglio di amministrazione di Endemol Holding, dove si è occupato della strategia creativa globale del gruppo.
Dal 12 aprile 2011 al febbraio 2019 è stato direttore della NTR. È succeduto a Joop Daalmeijer, andato in pensione il 1° settembre 2011. Da giugno 2019 è amministratore delegato presso Talpa Network. Nel gennaio 2024 ha annunciato le sue dimissioni dall'azienda.
Römer è responsabile della sospensione di Sesamstraat. Nel 2021, nel suo ruolo di direttore di Talpa, ordinò a Dennis Schouten di interrompere il programma RoddelPraat. Quando Schouten si rifiutò, gli fu mostrata la porta. Ordinò anche il boicottaggio dell'Algemeen Dagblad a Talpa nel 2021. In risposta a BOOS: This is The Voice, Römer disse che non esiste una cultura della paura all'interno di Talpa. Nel 2022, pensò che Vandaag Inside fosse obsoleto.

## Vita privata
È figlio dell'attore Piet Römer (1928-2012), fratello del produttore e autore Bart Römer (1957) e degli attori Han (1948) e Peter Römer (1952).